# Úhoři mají nabito
Úhoři mají nabito (anglicky Loaded Eels [ˈləʊdɪd iːlz]IPA) je česká filmová komedie z roku 2019 režiséra Vladimíra Michálka; ten spolu s Petrem Pýchou napsal scénář dle Pýchovy oceňované rozhlasové hry Benzína Dehtov. Film, představený 13. února 2019, byl premiérově promítán 21. února 2019.

## Synopse
Příběh pětičlenné party nevyzrálých, neúspěšných mužů z maloměsta; ti v přestrojení za příslušníky jednotky PČR »URNA« narušují kulturní akce a předstírají evakuace, ev. zásahy proti teroristům (takto navozovaným adrenalinovým vzrušením si zpestřují své nenaplněné životy, přičemž programově „nasírají co nejvíc pitomců“). Karta se dramaticky obrací, když pseudozásahovka pěti nic netušících zastydlých puberťáků během návratu z noční akce narazí v prodejně čerpací stanice na ozbrojeného, maskovaného lupiče, jenž benzínku přepadl; aniž pachatel tuší, co jsou zač, na rozdíl od nich on nabito má. Následující konfrontace ústí v tragédii a zúčastněným změní životaběh.

## Výroba
Práce na scénáři Úhořů zabraly asi tři roky; natáčení započalo koncem července 2019 na Šumavě; zahrnovalo Sušici a okolí i důl Kristýna v Kašperských Horách a trvalo 21 dnů.

## Obsazení
| Oldřich Kaiser   | velitel falešné URNy Robert |
| Matěj Hádek      | Dave                        |
| Kryštof Hádek    | Karlos                      |
| Jiří Vyorálek    | Arny                        |
| Patrik Holubář   | Komár                       |
| Anna Kameníková  | pumpařka Mája               |
| Matěj Ruppert    | Babor                       |
| Martin Sitta     | Musil                       |
| Jiří Lábus       | otec Komára                 |
| Jakub Doubrava   | Nomád                       |
| Lubomír Dvořák   | Korejs                      |
| Emil Hlavička    | Lánský                      |
| Věra Tůmová Holá | Lánská                      |
| Petra Tomášková  | Davidova dívka              |
| Milena Vrhelová  | servírka Vendula            |
| Jakub Baierl     | zvukař                      |
| Tomás Tittl      | otec z půjčovny lodí        |
| Pavel Slabý      | velitel skutečné URNy       |

## Inspirace a citáty
Scenárista Pýcha jel kdysi vlakem do Prahy; na palubě se stal svědkem nepříjemné scény: kdesi za Novou Pakou na odlehlé zastávce přistoupil muž ve vojenském stejnokroji, v plné zbroji. Celý vagón ztichl; vypadalo to, že ozbrojenec po komsi pátrá; poznání, že jde o pouhou hru na vojáky, způsobil až jeho telefonát:
| „ | Ty vole, Karle, kde je Leoš, já jsem tu sám. Doufám, že nastoupí, nemám ani kousek píva. | “ |

| „                  | Děj se odehrává na malém městě v Pošumaví, které je mi velice blízké. Film Úhoři mají nabito by se měl stát otiskem dnešní doby, ovšem doby viděné s ironickým nadhledem. | “ |
| — režisér Michálek | |   |

| „                | Myslím, že by to mohla být trochu jiná komedie, než na jakou jsme u nás zvyklí. Rozhodně se těším na spolupráci s Vladimírem Michálkem a se zbytkem obsazení, je velmi atraktivní. Navíc se před kamerou opět potkám se svým bratrem. | “ |
| — herec K. Hádek | |   |

## Recenze
- Mirka Spáčilová, MF DNES / iDNES.cz  25 %[7]
- Stanislav Dvořák, Novinky.cz  45 %[8]
- Věra Míšková, Právo  30 %[9]
- František Fuka, FFFilm  10 %[5]
- Rimsy, MovieZone.cz  5/10[10]

Tomáš Seidl (Aktuálně.cz) psal o roztříštěném příběhu, selhávajícím prakticky ve všem; kritice podrobil nevídané množství logických lapsů, celkovou morální netečnost i neospravedlnitelnou agresivitu hlavních postav. Snímek dle něj nezachránilo ani atraktivní herecké obsazení (s největším omylem – obsazením Anny Kameníkové), a zaostal za rozhlasovou Benzínou Dehtov – byl totiž nabit slepými patronami.